# أناستاسيا زولوتيك
أناستاسيا زولوتيك (مواليد 23 نوفمبر 2002) هي لاعبة تايكوندو أمريكية، حصلت على الميدالية الذهبية في أولمبياد 2020 في وزن 57 ك.